# Епіскопія
Епіскопія (італ. Episcopia) — муніципалітет в Італії, у регіоні Базиліката, провінція Потенца.
Епіскопія розташована на відстані близько 370 км на південний схід від Рима, 70 км на південний схід від Потенци.
Населення — 1439 осіб (2014).
Щорічний фестиваль відбувається 2-ї неділі травня. Покровитель — святий Миколай.

## Демографія
Населення за роками:

Станом на 1 січня 2023 року в муніципалітеті офіційно проживало 36 іноземців з 8 країн, серед них 22 громадяни країн Євросоюзу.

## Сусідні муніципалітети
- Карбоне
- К'яромонте
- Фарделла
- Латроніко
- Сан-Северино-Лукано